# María Luy
María Luy (Puerto Maldonado, 1950) es una artista y pintora peruana. Según la artista y curadora Susana Torres, el arte de María Luy se destaca por ser transgresor, radical, con arraigo en la cotidianidad y su entorno, fundiendo su vida y su arte.

## Obra
En 1979 coorganizó Contacta 79, festival de arte total y al aire libre.
Ese mismo año cofundó E. P. S. Huayco (Estética Proyección Social), junto con Francesco Mariotti, Mariella Zevallos, Juan Javier Salazar y Rosario Noriega. Se hizo famosa por su grabado Oh Cultura, que fue parte de la Carpeta Arte al Paso. En el año 2018 se realizó un remake de la muestra del colectivo, luego de 44 años, el cual se denominó Arte al paso: De vuelta a los 80.
Según el crítico de arte Gustavo Buntinx, Oh Cultura se describe como una serigrafía con vocación crítica a través del uso estratégico del "...Oh" que emite la modelo  en cuclillas mientras que la palabra "Cultura", al encontrarse en la base de la composición, insinúa ser el producto "de un cuerpo tan sexual como excretante".
En 2022 desarrolló el Proyecto Fireflies Memorial 2022, en memoria de los defensores medioambientales asesinados.

## Exposiciones colectivas
- Proyecto Arte al Paso (1980), Galería Fórum, Lima.
- Proyecto Sarita Colonia (1980).[5]
- Proyecto Encuesta de preferencias estéticas de un público urbano (1981), Lima.[6]
- Actualmente su obra Oh Cultura (1980) es parte de la Colección Museo de Arte de Lima.[7]